# 第9回NHK紅白歌合戦
『第9回NHK紅白歌合戦』（だいきゅうかいエヌエイチケイこうはくうたがっせん）は、1958年（昭和33年）12月31日に新宿コマ劇場で行われた、通算9回目のNHK紅白歌合戦。21時10分 - 23時35分にNHKで生放送された。

## 出演者

### 司会者
- 紅組司会：黒柳徹子[1] - 女優
- 白組司会：高橋圭三 - NHKアナウンサー
- 総合司会：石井鐘三郎 - NHKアナウンサー

当時NHKの専属女優であった黒柳徹子が初司会。昭和生まれとしては初の司会であった。当初、番組側は前年初出場した楠トシエを紅組司会に起用する予定だったが、当時は歌手兼司会の例が無く、歌手としての出場を希望した楠は辞退。続いて打診を受けた黒柳は当時あまり歌番組を見ておらず、「歌手の方と付き合いが乏しい」と拒否したが、番組側の説得に応じる形で最終的に引き受けた。その後、黒柳は5度司会を務めることになる。

### 出場歌手
紅組、      白組、      初出場、      返り咲き。
| 曲順 | 組 | 歌手名                         | 回 | 曲目                                 |
| ---- | -- | ------------------------------ | -- | ------------------------------------ |
| 1    | 白 | 岡本敦郎                       | 7  | 若人スキーヤー                       |
| 2    | 紅 | 荒井恵子                       | 4  | 橇は飛ぶよ                           |
| 3    | 白 | 曾根史郎                       | 3  | 初めての出航                         |
| 4    | 紅 | 松山恵子                       | 2  | だから言ったじゃないの               |
| 5    | 白 | 霧島昇                         | 5  | 白虎隊                               |
| 6    | 紅 | 松島詩子                       | 8  | 喫茶店の片隅で                       |
| 7    | 白 | 小坂一也                       | 3  | 心にしみるブルース                   |
| 8    | 紅 | 雪村いづみ                     | 3  | ヤキティ・ヤック                     |
| 9    | 白 | 三船浩                         | 2  | 夜霧の滑走路                         |
| 10   | 紅 | 築地容子                       | 初 | 青い月夜のランデブー                 |
| 11   | 白 | 神戸一郎                       | 初 | 銀座九丁目水の上                     |
| 12   | 紅 | 藤本二三代                     | 初 | 夢みる乙女                           |
| 13   | 白 | 津村謙                         | 8  | 霧雨のけむる道                       |
| 14   | 紅 | 織井茂子                       | 3  | 夜が笑っている                       |
| 15   | 白 | フランキー堺                   | 初 | 男はよわい                           |
| 16   | 紅 | 江利チエミ                     | 6  | さのさ節                             |
| 17   | 白 | 三波春夫                       | 初 | 雪の渡り鳥                           |
| 18   | 紅 | 神楽坂浮子                     | 初 | 三味線フラ                           |
| 19   | 白 | フランク永井                   | 2  | 西銀座駅前                           |
| 20   | 紅 | 越路吹雪                       | 4  | マ・プティット・フォーリー           |
| 21   | 白 | 若山彰                         | 2  | 氷海越えて                           |
| 22   | 紅 | 大津美子                       | 3  | 銀座の蝶                             |
| 23   | 白 | 林伊佐緒                       | 8  | そっとこのまゝ                       |
| 24   | 紅 | 二葉あき子                     | 9  | 夜のプラットホーム                   |
| 25   | 白 | ジェームズ繁田                 | 2  | ヴォラーレ                           |
| 26   | 紅 | 藤沢嵐子                       | 2  | ママ恋人が欲しいの                   |
| 27   | 白 | 伊藤久男                       | 7  | イヨマンテの夜                       |
| 28   | 紅 | 渡辺はま子                     | 7  | 長崎のお蝶さん                       |
| 29   | 白 | 旗照夫                         | 3  | 碧い空                               |
| 30   | 紅 | 中原美紗緒                     | 3  | 河は呼んでる                         |
| 31   | 白 | 三浦洸一                       | 3  | 街燈                                 |
| 32   | 紅 | 奈良光枝                       | 7  | 晴着のかげに                         |
| 33   | 白 | 芦野宏                         | 4  | 風船売り                             |
| 34   | 紅 | 石井好子                       | 初 | ゴンドリエ                           |
| 35   | 白 | 藤島桓夫                       | 3  | 凧タコあがれ                         |
| 36   | 紅 | コロムビア・ローズ             | 3  | プリンセス・ワルツ                   |
| 37   | 白 | 笈田敏夫                       | 6  | オール・ザ・ウェイ                   |
| 38   | 紅 | ペギー葉山                     | 5  | 年頃ですもの                         |
| 39   | 白 | 若原一郎                       | 3  | おーい中村君                         |
| 40   | 紅 | 楠トシエ                       | 2  | 銀座かっぽれ                         |
| 41   | 白 | ディック・ミネ                 | 6  | 私の青空                             |
| 42   | 紅 | 淡谷のり子                     | 5  | ばら色の人生                         |
| 43   | 白 | ダークダックス                 | 初 | ともしび                             |
| 44   | 紅 | 水谷良重・東郷たまみ・沢たまき | 初 | アレキサンダーズ・ラグタイム・バンド |
| 45   | 白 | 春日八郎                       | 4  | 別れの燈台                           |
| 46   | 紅 | 島倉千代子                     | 2  | からたち日記                         |
| 47   | 白 | 高田浩吉                       | 2  | 勇み肌千両男                         |
| 48   | 紅 | 宮城まり子                     | 5  | ジャワの焼鳥売り                     |
| 49   | 白 | 三橋美智也                     | 3  | おさらば東京                         |
| 50   | 紅 | 美空ひばり                     | 3  | 白いランチで十四ノット               |

#### 選考を巡って
- 前回の出場歌手の中より不選出となった歌手は以下。
  - 紅組:暁テル子・朝丘雪路・池真理子・菊池章子・久慈あさみ・鈴木三重子
  - 白組:青木光一・近江俊郎・高英男・小畑実[注釈 2]・白根一男・灰田勝彦・藤山一郎
- ダークダックスが初出場。それまでの紅白は全てソロ歌手の出場が原則であったため、初めてグループの出場が解禁となった。
- 今回前後しばらくの間は出場歌手の選考方針として、「各ジャンルの代表歌手を必ず一人は入れる」というのが基礎になっていたため、ラテン・シャンソン・タンゴ・ジャズなど様々な歌手が出場している[3]。

### 審査員
- 吉川義雄 - NHK芸能局長・審査委員長
- 横山泰三 - 漫画家
- 水原円裕 - 東京読売巨人軍監督
- 稲垣浩 - 映画監督
- 朝汐太郎 - 大相撲・大関
- 沢田美喜 - エリザベス・サンダースホーム園長
- 杉村春子 - 女優
- 戸川エマ - 評論家
- 赤堀全子 - 料理研究家
- ほか視聴者代表2名

### 演奏
- 東京放送管弦楽団（指揮:藤山一郎、前田磯）
- NHKオール・スターズ（指揮:奥田宗宏）

### 応援ゲスト
- トニー谷
- 藤家虹二
- 由利徹
- 南利明
- 武智豊子
- 藤間清
- 高倉健

## 当日のステージ・エピソード
- この当時は民放各局で紅白同様、外部の大型劇場を借り切っての歌謡番組が大晦日の「目玉プログラム」として編成されており、出場歌手も複数の番組を掛け持ちしていた。ところがこの年の紅白会場がある新宿は他局の会場と離れていたため、移動が間に合わなくなる歌手が続出する。結局、パトカーの先導で到着した歌手がそのままステージに駆け込んで歌う状態になり、更に次の歌手が誰もいない間は、黒柳がアドリブのトークで間をつないだ。当の黒柳も誰が到着したのかわからず、松島詩子の出番の際に誤って「渡辺はま子さん」と紹介した[2]。
- 当時はまだテレビの音響設備が不完全であり、それに加え、今回の会場となったコマ劇場が円形のステージであったこと、また、観客からの声援が終始凄まじかったことも手伝い、後ろの楽団の演奏が全く聞き取れず、歌っている最中に演奏と歌がずれてしまうケースが多発。歌手側や局関係者からも「コマ劇場の使いにくさ」を指摘する声が上がり、結局、コマ劇場を会場とした紅白は今回1度のみに留まってしまった。
- 当時は対戦相手の属性を揃える構成を基本としていたが、ダークダックスの対戦相手として適当な女性グループがなかったため、水谷良重・東郷たまみ・沢たまきの3人で即席ユニット「ヴォーカル・トリオ」が組まれた。当初は水谷・東郷に朝丘雪路を加えた3人組の予定だったが、前回すでに初出場していた朝丘が「今さら3人じゃなくても」と辞退、沢に入れ替えて出場した[4]。東郷は今回のみの出場に終わっている。以降も第13回（1962年）まではグループは必ずグループ同士で対戦していた。
- 当時江利チエミと婚約していた高倉健が紅組の応援ゲストでステージに登場し、「是非、紅組に勝たしてやってください」とコメント。
- 7対4で紅組の優勝（通算5勝4敗）。
- ラジオとテレビで同時中継されたが、VTRがなかったためテレビ映像は現存していない。ラジオ中継の音声の現存分では約5分の欠損がある（歌の部分は全て現存）。
- 今回使用したマイクロホンは、司会者・歌手用共にNHK技研設計のAIWA VM-15、このマイクは試作品。

## 後日譚
- 2010年4月29日放送のNHK-FM『今日は一日“戦後歌謡”三昧』の中で、現存するラジオ中継の音声のうち、8人の出場歌手達の歌の音声が紹介された（音声はモノラル）。紹介された歌手達は以下の通り（各組歌唱順）。
  - 紅組 … 松山恵子、江利チエミ、大津美子、淡谷のり子
  - 白組 … 神戸一郎、フランキー堺、三波春夫、三浦洸一

- 紅組の司会を務めた黒柳徹子は後年、よくこの紅白歌合戦の話をしている。その際に出場者に名前が無い赤坂小梅の名前を毎回必ず登場させる。